# Ragnina

Lo stemma dei Ragnina, con i caratteristici tre ragni in capo

La famiglia Ragnina (nelle fonti indicata anche come Ranana, Ranane, Ragnana, Rannina o Ranina; a partire dal 1500 il nome viene anche latinizzato in Aranei; in croato Ranjina, Raninić o Ranenić) fu una famiglia nobile della Repubblica di Ragusa.

## Storia
In epoca rinascimentale, la famiglia Ragnina pretese di essere una delle famiglie originarie latine che avrebbero fondato la città di Ragusa fuggendo da Epidauro distrutta da Avari e Slavi nel VII secolo. Secondo un'altra tradizione, il nome Ragnina deriverebbe da una presunta città romana omonima, posta sulle rive del fiume Boiana, emissario del lago di Scutari. Un'ultima ipotesi invece è la loro provenienza dalla città di Taranto.
In un documento del 1208 si parla di un Domano Ranane, iudex (giudice). Molti discendenti della casata furono giudici, cioè magistrati addetti al governo della Repubblica.
Sul finire del Trecento, un Ranane ottenne il titolo di comes insularum, cioè di conte rettore delle isole di Calamotta, Giuppana, Isola di Mezzo e di altre minori dell'arcipelago ragusino delle Elafiti. Il titolo fu trasmesso agli eredi.
Fino al XVI secolo, la famiglia Ragnina fu una delle più influenti di Ragusa, imparentandosi con altre casate cittadine secondo una complessa suddivisione delle alleanze perseguita per il tramite di matrimoni incrociati. Fra il 1440 e il 1640 diedero alla Repubblica di Ragusa 72 membri del Maggior Consiglio, pari al 3,27% sul totale nell'intero periodo. In questi duecento anni, ottennero anche 88 cariche senatoriali (2,69%), 55 volte la qualifica di Rettore della Repubblica (2,31%), 57 membri del Minor Consiglio (2,63%) e 14 Guardiani della Giustizia (1,71%).
Orsato Savino conte di Ragnina e Orsato Luigi Ragnina furono fra i patrizi ragusei firmatari dell'appello "Contro l'usurpazione della sovranità ad opera dell'Austria" del 18 giugno 1817, estremo tentativo per cercare di far risorgere gli antichi fasti della Repubblica cessata per mano francese nel 1808.
La famiglia Ragnina  è estinta nel suo ramo principale. In Italia rimarrebbero alcuni discendenti di un ramo secondario, con capostipite un Marco Ragnina - trasferitosi dalla Dalmazia a Messina nel secolo XV.

## Personalità notabili (in ordine cronologico)
- Niciforo Ragnina (fl. 1319), costruì la Torre Minčeta di Ragusa nel 1319, originariamente come forte.
- Matteo Ragnina (XV secolo) - Canonico di Ragusa, fu Rettore dell'Università di Padova nel 1397. Una statua lo raffigura a Prato della Valle, la più grande piazza di Padova.
- Ambrogio Ragnina (? - 1550) - domenicano, fu autore di brevi bibliografie di eminenti membri della Congregazione dei Domenicani di Ragusa, raccolte poi nel secondo volume dell'opera Quodlibet declamatorium del teologo Clemente Ragnina.
- Clemente Ragnina (1482 - 1559) - Probabile primo cugino di Ambrogio, fu teologo e fecondo oratore. Scrisse una quindicina di trattati su argomenti vari.
- Niccolò Ragnina (1494 - 1582) - Analista e letterato raguseo. Nasce a Ragusa nel 1494. Ricopre importanti cariche pubbliche ed è eletto quattro volte Rettore della Repubblica. Giovanissimo, nel 1507 raccoglie 820 testi di poeti ragusei nel cosiddetto Canzoniere raguseo, codice che costituisce tuttora una preziosa testimonianza della letteratura ragusea di fine Quattrocento. Nel 1508-09 compila un lezionario in volgare croato. La sua opera più nota sono gli Annali di Ragusa, compilati intorno al 1558 e pubblicati da Natko Nodilo nel 1883, scritti sulla base di antiche cronache e di documenti dell'archivio della Repubblica. Lascia un manoscritto De inventione corporis S. Simeonis prophetae, carme, tuttora inedito. Muore a Ragusa nel 1582. È conosciuto anche con il nome di Ranjina Nikola-Nikša.
- Domenico Ragnina (1536 - 1607) - Nasce a Ragusa nel 1536. Compie vari viaggi in Penisola, si avventura in alcune iniziative commerciali a Messina  e si stabilisce infine per un breve periodo a Firenze dove inizia a scrivere e diventa amico e consigliere del Granduca di Toscana, Cosimo de' Medici che lo accoglie nel Sacro Militare Ordine di Santo Stefano Papa e Martire. Tornato a Ragusa, viene eletto per ben sette volte Rettore della Repubblica. Dal 1556 è eletto nel Gran Consiglio della Repubblica di Ragusa. Scrive poesie di stampo petrarchista in latino, italiano e -à in lingua dalmatina  e traduce in questa lingua slava autori greci e latini. Nelle sue opere, principalmente poesie d'amore, satiriche, bucoliche, erotico - idilliche e religiose, sono evidenti le influenze dei suoi modelli italiani, quali Antonio Tebaldeo, Serafino Aquilano ed altri. La sua opera principale consiste in 27 sonetti in lingua italiana, pubblicati nella raccolta Rime scelte da diversi eccellenti autori del 1563 ed una raccolta di poesie in lingua dalmatina, Pjesni razlike. Muore a Ragusa nel 1607. È conosciuto anche con il nome di Dinko Ranjina. Opere Poesie varie, Firenze, 1563 Pjesni razlike, Firenze,  appresso i figli di Lorenzo Torrentino, 1563.